# Pantograf (przyrząd kreślarski)

Symulacja przykładowego użycia.

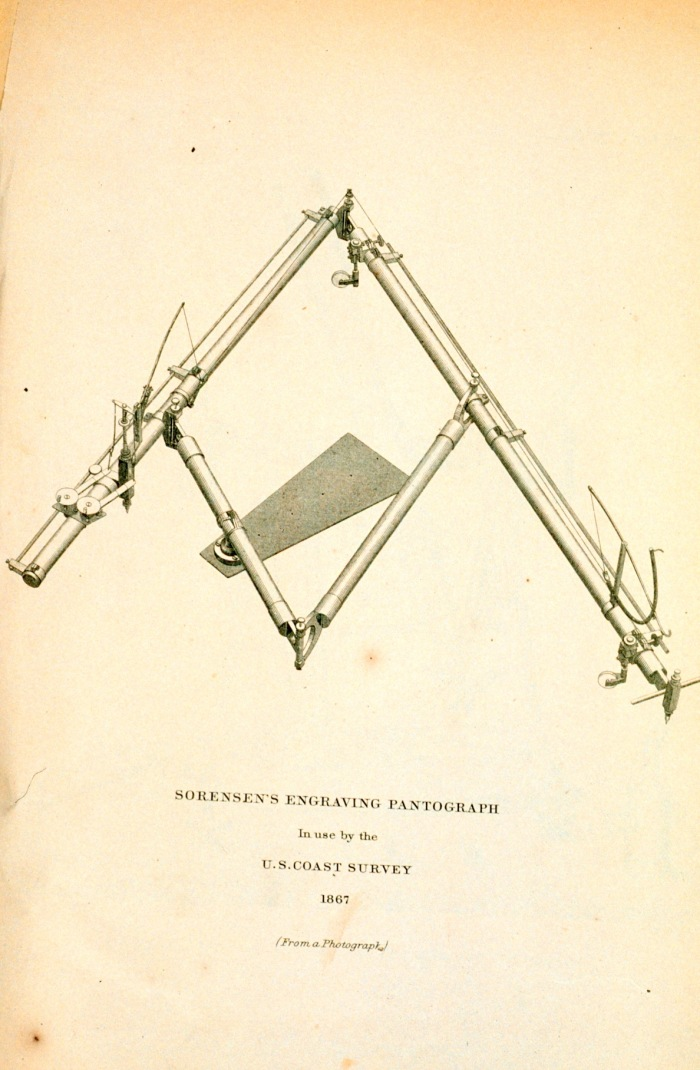
Pantograf na starej rycinie

Pantograf – wynaleziony w 1603 przyrząd kreślarski służący do powiększania lub pomniejszania rysunków. Wykorzystywany także w grawerstwie.

## Charakterystyka
Pantograf wynaleziony został w 1603 roku. Składa się z szeregu prętów w układzie równoległobocznym połączonych przegubowo w sposób ułatwiający zmianę długości poszczególnych ramion. W wojsku stosowany jest w kartografii przy sporządzaniu w określonej skali planów i map oraz do nauki prawidłowego celowania.